# Bärbel Tewes-Heiseke
Bärbel Tewes-Heiseke (geborene Koch; * 14. April 1940 in Liebenau, Landkreis Nienburg) ist eine deutsche Politikerin (ehemals SPD) und war von 1986 bis 1994 Mitglied des Niedersächsischen Landtages.

## Leben
Nach der Volksschule in Wellie besuchte Bärbel Tewes-Heiseke das Gymnasium für Mädchen der Nienburger Hindenburgschule und erwarb dort den Realschulabschluss. Sie absolvierte eine Ausbildung im Hotelgewerbe und als Fremdsprachenkorrespondentin. Die Hochschulzulassung erwarb sie über den zweiten Bildungsweg und studierte in Göttingen an der Pädagogischen Hochschule. Nach dem Staatsexamen im Jahr 1969 arbeitete sie in den Jahren 1970 bis 1986 als Lehrerin in Luthe (bei Wunstorf) und in Liebenau. Ab 1978 war sie an der Nienburger Friedrich-Ebert-Grundschule als Rektorin tätig, bis sie 1986 in den niedersächsischen Landtag gewählt wurde.
In die SPD trat sie im Jahr 1972 ein. Ab 1974 war sie Mitglied des Rates der Samtgemeinde Liebenau und im Rat des Fleckens Liebenau.
Vom 21. Juni 1986 bis 20. Juni 1994 war sie als Abgeordnete des Niedersächsischen Landtages (11. und 12. Wahlperiode). Vom 12. Juni 1990 bis 20. Juni 1994 übernahm sie den stellvertretenden Vorsitz der SPD-Landtagsfraktion. Im Februar 2014 ist sie nach mehr als vier Jahrzehnten aus der SPD ausgetreten.
Sie ist verheiratet und hat ein Kind.